# Fruithurst
Fruithurst es un pueblo ubicado en el condado de Cleburne en el estado estadounidense de Alabama. En el censo de 2000, su población era de 270. 

## Demografía
En el 2000 la renta per cápita promedia del hogar era de $ 27 813$, y el ingreso promedio para una familia era de 31 667$. El ingreso per cápita para la localidad era de 18 130$. Los hombres tenían un ingreso per cápita de 22 188$ contra 16 250$ para las mujeres.

## Geografía
Fruithurst está situado en 33°43′51″N 85°25′54″O / 33.73083, -85.43167 (33.731103, -85.431759).
Según la Oficina del Censo de los EE. UU., la ciudad tiene un área total de 1.02 millas cuadradas (2.64 km²).